# Cal Marquet (l'Arboç)
Cal Marquet és una obra modernista de l'Arboç (Baix Penedès) protegida com a Bé Cultural d'Interès Local.

## Descripció
És un edifici de tres plantes separades per cornises. Tot ell és emblanquinat i decorat amb maó, així com rodejat per una tanca. Els baixos presenten la porta d'entrada i tres finestres, totes les obertures són d'arc rebaixats. La planta principal té tres portes balconeres d'arc rebaixat i barana de maó. La segona planta presenta també tres portes balconeres d'arc rebaixat però amb barana de ferro. L'edifici és rematat per una cornisa i una barana de caràcter modernista. Al costa esquerra, l'edifici presenta, a nivell de la planta noble, una bonica galeria modernista sostinguda per unes columnes salomòniques fetes de maó. Damunt, i a nivell de la segona planta, hi ha un terrat amb barana típica de l'edifici.